# I. Lipót anhalt–dessaui herceg

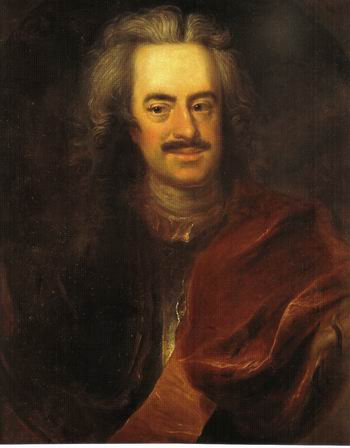
Leopold I. von Anhalt-Dessau

I. Lipót (ragadványnevén: „az öreg dessaui” (der alte Dessauer); Dessau 1676. július 3. – Dessau, 1747. április 7.) német nemes, Anhalt–Dessau uralkodó hercege, a porosz hadsereg tábornoka. Az ő nevéhez köthető a porosz gyalogság modernizálása.

## Gyerekkor és ifjúság

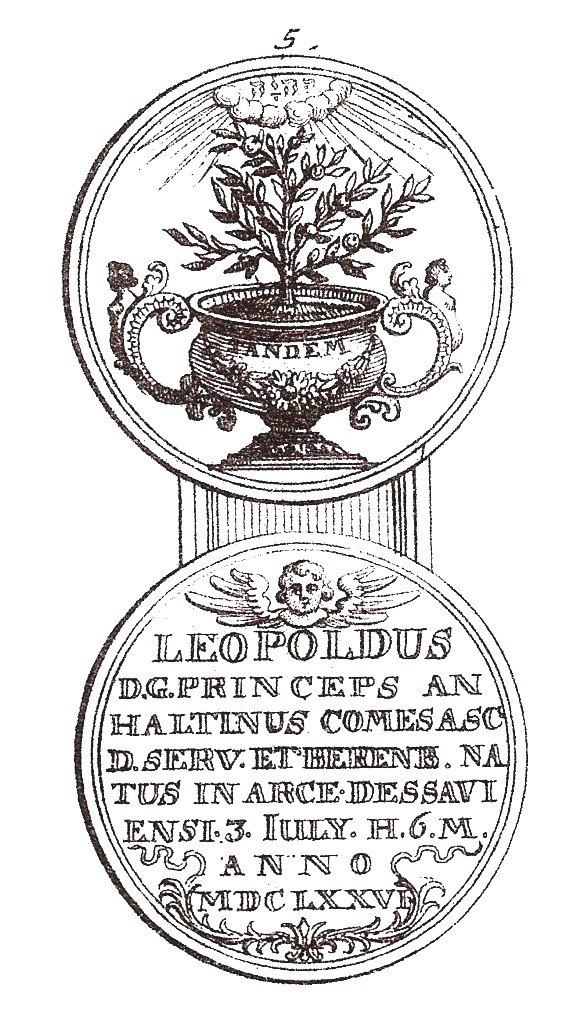
születése alkalmából kiadott emlékmedál

Lipót volt II. János György anhalt–dessaui fejedelem és holland felesége, Henriette Catharina von Nassau-Oranien kilencedik gyermeke. Apja tábornagy volt Brandenburgban és a Mark helytartója. Anyja révén rokonságban állt a holland és angol uralkodói házakkal.
Születése után három nappal keresztelték a dessaui Mária-templomban és császári keresztapja után a Lipót nevet kapta. Erre az eseményre emlékeztet egy medál egy narancsfával, az Orániaiak jelképével benne a latin TANDEM (latinul: végül) felirattal. Tíz testvéréből ugyanis csak ketten voltak fiúk, de bátyja csak két évet élt.
A neveltetése a katonai pályára való felkészítést szolgálta. Fegyverforgatáson, sporton és vadászaton volt a hangsúly, így az írásbeli készsége nem fejlődött ki igazán. Már az 1680-as évek közepén találkozott a dessaui udvari gyógyszerész lányával, Anna Luise Föhsével aki fiatalkori szerelme és később felesége lett. A még gyerekkorú Lipót először 1688-ban kapott parancsnoki beosztást a császártól. Ezredesi rangban vette át a Diepenthal-gyalogezred parancsnokságát.
1693-ban elhunyt apja, így a kiskorú herceg Henriette Catharinának, a fejedelemség régensnőjének és egy nemesi tanácsnak gyámsága alá került. Anyja azonnal elrendelte számára az ekkoriban szokásos európai körutazást, melynek célja ez esetben inkább volt az, hogy a polgári származású Anna Luise-tól távol tartsák. Az utazását Moses Benjamin Wulff udvari bankár szervezte meg. Graf von Waldersee álnév alatt utazott Lipót Itáliában egy éven át, felkereste Veronát, Velencét, Ferrarát, Rómát (ahol találkozott Erős Ágosttal), Nápolyt, megmászta a Vezúvot is.
Livorno kikötőjében angol és holland hajók díszsortüze fogadta, mivel az ottani uralkodóházak rokona volt. 1694 nyarát vendégként a toszkán nagyhercegnél, III. Cosimónál töltötte Firenzében. Torinóban ismerkedett meg Savoyai Jenővel, még mielőtt 1695 elején Bécsen keresztül visszatért volna Dessauba. Henriette Catharina kérésére I. Lipót 1695-ben nagykorúvá és uralkodásra alkalmasnak nyilvánította.

## Ténykedései fejedelemként

### Anhalt-Dessau helyzete a 17. század végén

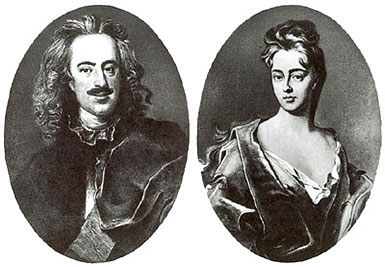
Lipót és Annaliese

1648-ban, a harmincéves háborút megsínylett fejedelemség területe 630 km²-re tehető. Csaták, seregátvonulások, elszállásolások, hadügyi hozzájárulások, járványok és gyenge terméshozamok sodorták a gazdaságot és az infrastruktúrát az összeomlás szélére. Csak évtizedekkel később, II. János György fáradozásainak köszönhetően heverte ki az ország és lakossága a háború következményeit. A 25-30 000 alattvaló főként vidéken élt, városnak csak Dessau (a maga 3000 lakosával) Jeßnitz, Raguhn valamint az anyja által tervszerűen kialakított Oranienbaum számított. Az eladósodott rendek és a városok magisztrátusai nem rendelkeztek politikai befolyással; a tartományi gyűlést első ízben 1698-ban hívták össze. Annak adókivetési jogát, mely addig Anhalt rendjeinek közös ügye volt, a fejedelmek kijátszották és 1700-tól bevezették a forgalmi adót a fejedelemség négy körzetében.
Ebben a helyzetben vette át Lipót a fejedelemsége irányítását 1698-ban. Három hónappal később anyja rosszallása ellenére feleségül vette Anna Luise Föhsét, akit 1701-ben a császár birodalmi grófnővé tett meg és a gyermekei örökösödési jogot kaptak. Mikor a férje hadjáratokban vett részt, felesége volt a régens. Lipót a következő években csak időlegesen tartózkodott Dessauban.
Jó húsz évvel később Rathi Gizella Ágnesnek, Emánuel Lebrecht anhalt–kötheni herceg özvegyének írt levelében következőképpen emlékezett vissza: „1701-ben … az évben, mikor nekiláttam mindent alaposabban megfontolni és egy jobb gazdaságot megteremteni, oly módon, hogy … a saját iparom révén … több mint 200 000 rajnai tallér jövedelmem lehessen.” Ezen megfontolások egyik oka a II. János Györgytől örökölt 300 000 birodalmi tallért kitevő adósság volt, míg a bevételei csak a fejedelemségből származó 24 000 rajnai tallérból illetve a brandenburgi tiszti fizetéséből álltak.
Lipót a közel ötvenéves uralkodása alatt rengeteg reformot vezetett be a mezőgazdaság, az adózás, az infrastruktúra és a manufaktúrák meghonosítása területén.

### Lipót, a földesúr
A frecklebeni Dennstedt-birtok 1706-os megvételével Lipót hozzálátott azon anhalti birtokok megszerzésének, melyek a tartományi nemesség tulajdonában voltak. Franz Kindscher krónikás erről a következőket írta: „… a fejedelem úgy gondolta, hogy a kis Anhalt Dessau számára az lenne a legjobb, ha egyedüli tulajdonosa lenne fejedelemségének összes lovagi birtokának és egyéb jövedelmező birtokoknak …”. Ezzel járt az is, hogy ezen birtokok adómeghatározási joga Lipótra mint földbirtokosra szállt. Ennek során Lipót több-kevesebb nyomást is gyakorolt a földek tulajdonosaira. Földesúri és hűbérúri hatalmát éppúgy felhasználta, mint a jogi lehetőségeket, de nem riadt vissza a rendőri és katonai erő bevetésétől sem. A nemesek és a parasztok nem mindig ellenállás nélkül fogadták ezt az önkényt. A gröbzigiek a gröbzigi uradalom és a Werderhausen birtok megszerzése után vádat emeltek az eladósodott Károly Frigyes bernburgi fejedelem rangon aluli házassága miatt a császári kamarai bíróságon Bécsett, ám az ügy tárgyalására nem került sor soha. A vádlók Lipót halogatási taktikája miatt feladták a küzdelmet és eladták neki birtokaikat.
Egyik életrajzírója, Varnhagen von Ense szerint ennek a politikának köszönhetően végül történelmi kuriózumként egy olyan fejedelemség jött létre, melyben nem voltak nemesek. A nemesi birtokok felvásárlását fia, II. Lipót zárta le 1752-ben a großalslebeni Rindtorf-birtokok megszerzésével.

### Az adórendszer megújítása
A jövedelmei növelésére és biztosításának érdekében Lipót az adórendszer teljes újjászervezése mellett döntött, melynek fő elemei a következők voltak:
- földmérések elvégzése
- robot megválthatósága pénzben
- parasztság adónemeinek leváltása egy egységes adóval
- forgalmi adó bevezetése

#### A földmérések
1702-ben Lipót neki látott az összes fejedelmi, nemesi valamint paraszti szántóföld és mező területének általános felmérésének. A földmérést 1718-ra végezték el. A felmérések célja a következő volt:
- birtokok összeírása, mely a fejedelmi parasztgazdaságok kiépítésének alapjául szolgált
- paraszti birtokok egységesítése méret alapján és így egyenlő mértékű adó beszedése utánuk
- parasztok birtokában lévő és a rendelkezésükre álló tényleges területek közti eltérés megállapítása valamint
- közbirtok felosztása összekötve a nagyobb területek szeparációval való egyesítésével

A fejedelmi tisztviselők felmérték a falvak területét beleértve a közbirtokot is. A paraszti gazdaságok méretét a határ szerint időnként módosították. A birtokosok az igényeiket az örökbért igazoló okmány vagy az adás-vételi okmányok bemutatásával juttathatták érvényre. Gyakran több földet használtak mint amennyit az okmányok szerint megművelhettek volna, hogy a családjukat táplálhassák. Ezt a különbséget (németül Überackert) a parasztoknak magasabb áron kellett bérbe venniük, ami a már amúgy is rossz pénzügyi helyzetük miatt csak ritka esetben fordult elő. Ezeket a területeket többnyire nagyobb szélességben a falu területének közepén összevonták és a fejedelmi parasztgazdaságokhoz rendelték. Végezetül a maradék területeket sorsolás útján osztották szét a tulajdonosok között. Lipótot az már nem érdekelte, hogy az így kiutalt földek termése elég volt-e a parasztok élelmezésére vagy sem. 1718-ra Lipót a fejedelmi birtokait 600 hektárral tudta növelni és Anhalt-Dessau földjeinek már csak 47%-át művelték meg szabad parasztok és zsellérek, szemben a földmérés kezdete előtti 65%-kal.

#### A forgalmi adó bevezetése

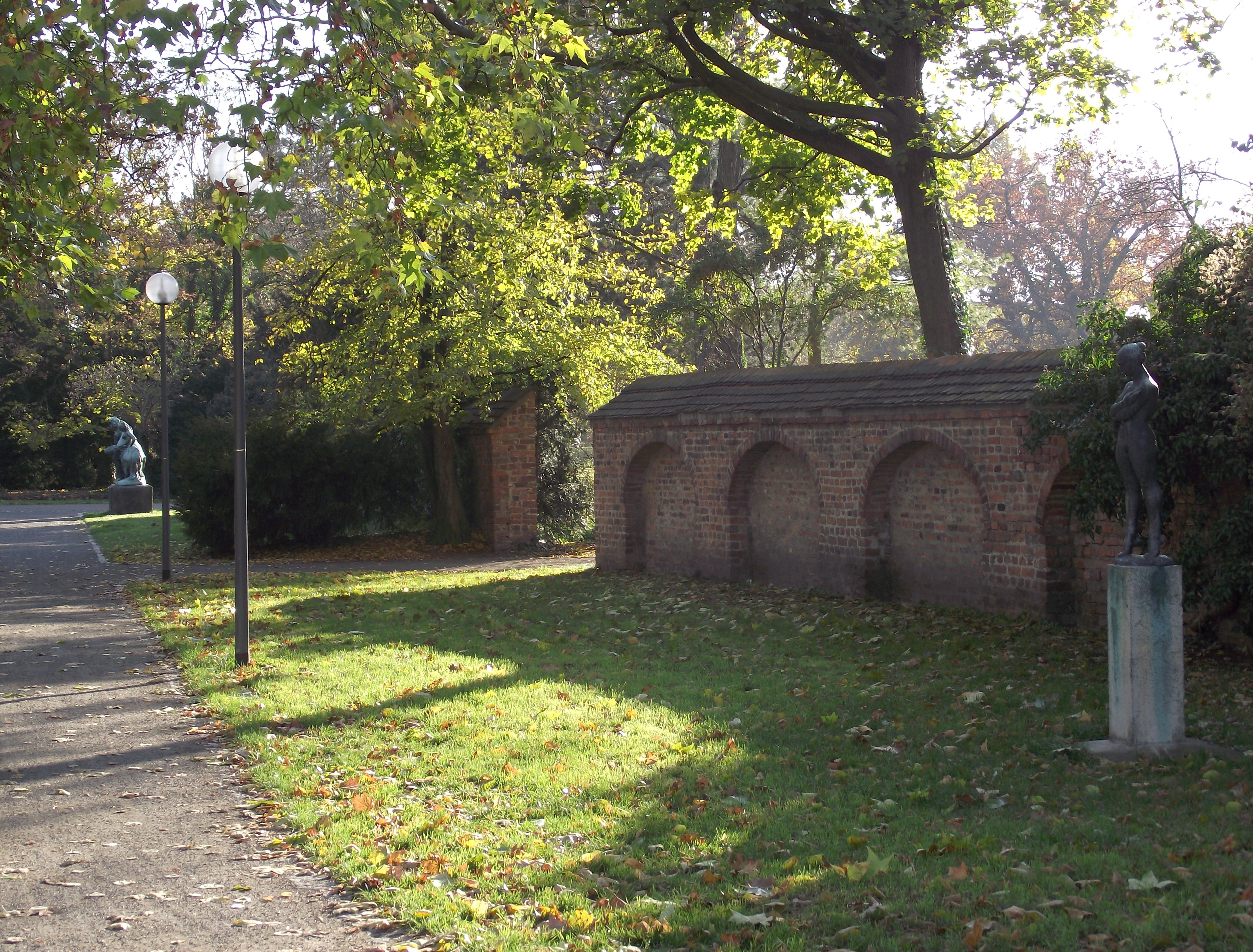
a Lipót által építtetett új városfal maradványa Dessauban

A fejedelmi bevételek növelése érdekében vélhetőleg 1704-ben vagy 1708-ban Dessauban bevezette a forgalmi adót. Ezzel azt a tervet követte, melyet apja dolgozott ki. Ez az adó a városkapu átlépésekor volt esedékes, itt azonban csak egy sorompó volt felállítva, így könnyen ki lehetett játszani az adófizetést. A csempészetet Lipót katonai őrjáratokkal igyekezett meggátolni, később palánkkerítéssel. Végül, mivel a város területe jelentősen megnövekedett, a régi városfalat elbontották és 1712-14-ben felhúzták egy új falat.  Így az új városrészeket is magában foglaló végig fallal körülvett, részben a Mulde folyó által is határolt részre csak a városkapukon keresztül lehetett bejutni, amely a forgalmi adó konzekvens behajtását tette lehetővé. 1715-ben 9.733 tallért szedtek be ily jogcímen.

## Ténykedése porosz hadvezérként

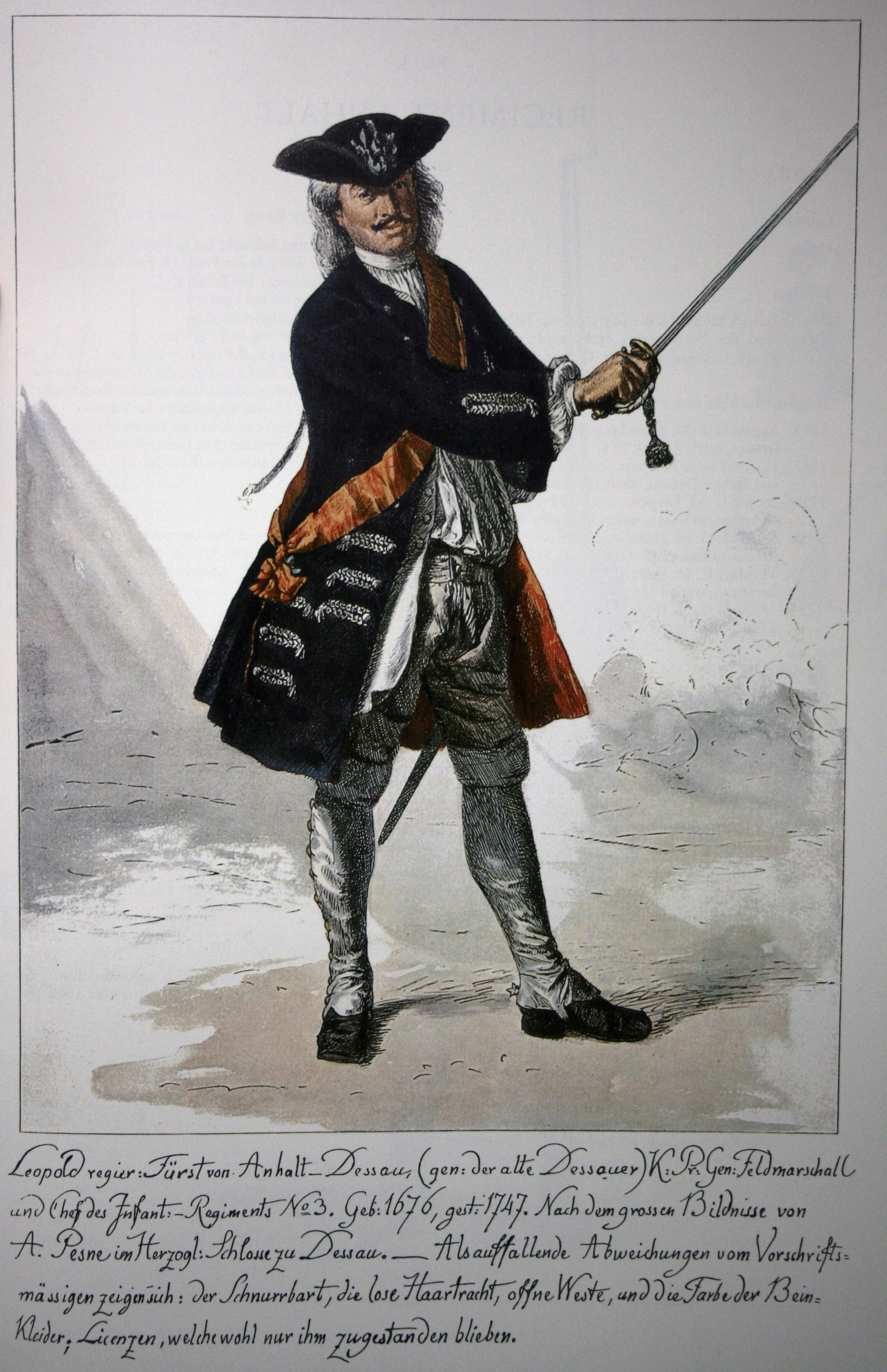
Lipót gyalogezredének egyenruhájában, Adolph Menzel műve 1850 körülről

Lipót mindenekelőtt azonban katonai teljesítményei révén vált ismertté.  Már 1693-ban, 17 éves korában a brandenburgi szolgálatban álló „Anhalt zu Fuß” gyalogezred ezredese volt, melyet apjától örökölt és melyben jelentős újításokat vezetett be. Élükön részt vett több porosz katonai hadműveletben is, így ott volt 1695-ben Namur ostrománál is. Ő vezette be a brandenburgi-porosz hadseregben az egyszerre lépést és 1700 körül a vas töltőpálcát a korábbi fából készült helyett.
A spanyol örökösödési háborúban (1701-14) a porosz csapatok parancsnokaként vett részt. Kitüntette magát Kaiserswerth, Venlo és Bonn ostromainál 1703-ban, valamint különösképpen a höchstädti csatában Savoyai Jenő parancsnoksága alatt.  Ezt követően harcolt Észak-Itáliában a cassanoi (1705) és a torinói csatákban (1706). 1709-ben Flandriában részt vett Savoyai Jenővel és Marlborough herceggel Tournai ostromában és a malplaquet-i csatában. 1712-ben megtették az összes fronton lévő porosz csapatok vezetőjévé. Miután egyetlen lövés nélkül bevette Moers erődítményét tábornaggyá nevezték ki. Később I. Frigyes Vilmos bizalmasa lett és habár nem dohányzott, tagja lett a dohánykollégiumnak. A nagy északi háború során 1715 novemberében elvette a svédektől Rügent és decemberben Stralsundot.
1715 és 1740 között Lipót elsősorban a porosz hadsereg kiképzésének szentelte magát. Nagy hangsúlyt fektetett a gyalogság fegyelmére és technikai képzésére. Kétségkívül neki köszönhette Poroszország katonai hatalommá válását. A lengyel örökösödési háborúban (1733-35) birodalmi vezértábornaggyá nevezték ki és ismételten Savoyai Jenő parancsnoksága alatt harcolt Franciaország ellen a Rajnánál.
Lipót győzte meg a királyt, hogy Frigyes trónörökösnek megbocsásson és ismét felvegye a porosz hadseregbe, miután 1730-ban apja kemény, tekintélyelvű nevelési módszere elől megszökött és mint dezertőrt elfogták.
Röviddel trónra kerülése után II. Frigyes kirobbantotta az első sziléziai háborút, melynek során Lipótot előbb egy Havel mellett állomásozó megfigyelőhadtest parancsnokságával bízta meg majd a Felső-Szilézia főparancsnokságával. 1742-ben részt vett csapataival a győztes chotusitzi csatában. 1743-ban nézeteltérése támadt Frigyessel, mikor az Jenő anhalt-dessaui herceget, Lipót egyik fiát elbocsátotta.
A második sziléziai háború alatt 1745 őszén Lipót önállóan vezette a három fő porosz hadsereg egyikét, mellyel 1745. december 15-én a kesselsdorfi csatában a döntő győzelmet sikerült kivívnia a szász-osztrák seregek felett, és december 17-én bevonult Drezdába. Szászország és Ausztria elfogadta Frigyes béketárgyalási ajánlatát, és december 25-én a drezdai békével véget vetettek a háborúskodásoknak. Lipót győzelme révén rövid ideig kibékültek Frigyessel. Lipót Dessauba vonult vissza, ahol 1747-ben hunyt el, és itt is temették el.

### Kitüntetései
1703 januárjában I. Frigyes király az „Anhalt zu Fuß” ezred élén ezredesi, illetve vezérőrnagyi rangban elért katonai és stratégiai sikerei elismeréseként felvette őt a Fekete Sas-rendbe, melynek 23. lovagja lett.

## Emlékművek, emlékezete és legendák

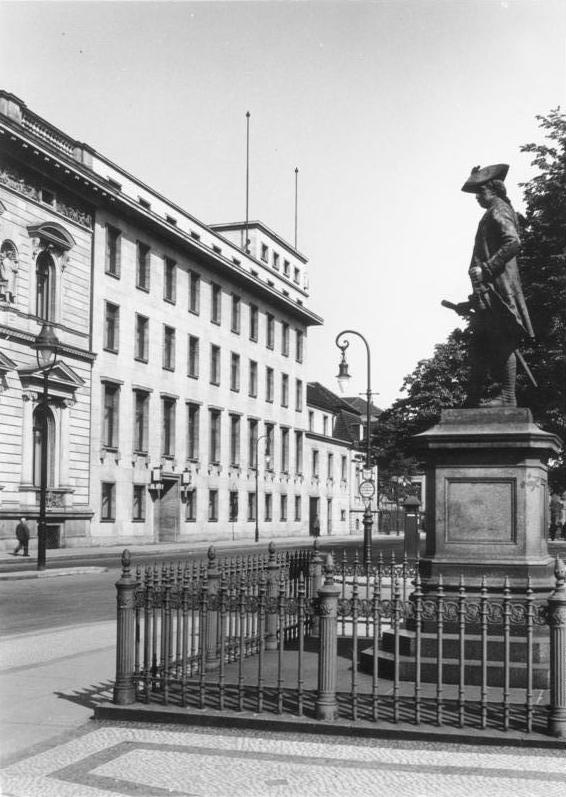
Lipót bronzszobra a berlini Wilhelmplatzon

- III. Frigyes Vilmos állította az első emlékműveket nagy elődjének, II. Frigyes tábornokainak tiszteletére, melyeket 1860-ban a berlini Wilhelmplatzon állítottak fel.
- Lipót egész alakos márványszobrát Johann Gottfried Schadow készítette el carrarai márványból. A szobrokat néhány évtized elteltével le kellett cserélni bronzszobrokra, mert az időjárás kikezdte őket. A márványszobrokat előbb raktárakban helyezték el, majd a Frigyes Császár Múzeumban helyezték el 1904-ben Nagy Frigyes szobrával egyetemben.
- Az „öreg dessaui” bronzszobrának modelljét August Kiß szobrászművész a Schadow által készített márványszobor alapján készítette el és 1859-ben került a márványszobor helyére. Itt élte túl a két világháborút, ám az NDK vezetősége az emlékműveket ideológiai megfontolásból elmozdította helyükről és raktárakban helyezték el őket. A rendszerváltás után rövid ideig a Lustgarten területén állt. A berlini Schadow Társaság kezdeményezésére és adományok révén 2005 óta ismét eredeti helyük közelében állnak a Wilhelmplatzon.
- 1860. október 18-án a dessaui nagy piacon leplezték le Lipót egy másik szobrát az anhalti herceg jóvoltából. Ez a Berlinben felállított szobor újraöntése volt és ezt is eltávolították a helyéről a második világháború után. Azóta ismét látható dessaui Schlossplatzon a Marienkirche előtt. Mikor II. Vilmos 1895-ben születésnapja alkalmából kihirdette a „Siegesallee” alapítását, Rudolf Siemeringet bízták meg az I. Frigyes Vilmost ábrázoló 27. szoborcsoport elkészítésével. A király balján Heinrich Rüdiger von Ilgen, jobbján az „öreg dessaui” mellszobrát helyezték el. A szoborcsoportot 1900. december 22-én a császár jelenlétében leplezték le ünnepélyes keretek között. A kissé sérült mellszobor Spandau citadellájának lapidáriumában maradt fenn.
- A Marienkirchében található fejedelmi kriptában lévő díszkoporsóját tizenkét ónszobor díszítette, melyek korabeli egyenruhában, fejükön gárdista kucsmát viselő porosz gránátost ábrázoltak. A síremléket az 1945. március 7-ei bombázás majd a későbbi fosztogatások teljesen tönkretették.

### Emlékezete
- Lipót után neveztek el egy lassú katonai indulót, a Dessauer Marschot.
- Theodor Fontane „Der alte Dessauer” versében emlékezett meg róla.
- Számos utcát neveztek el utána, de Dessauban 1945 óta nem viseli köztér az ő nevét.
- Irodalmi emléket állított neki Karl May összesen kilenc humoreszkkel, melyek 1875 és 1883 között jelentek meg. Visszatérő motívuma az elbeszéléseknek Lipót inkognitóban való feltűnése: így megjelenik pékként, verklizenészként, hangyakereskedőként stb. Karl May 1898-ban tervezett még egy színdarabot a fejedelemről, de megvalósítására már nem került sor.

### Legendák
- A legenda szerint „az öreg dessaui” honosította meg Lipcsében a hazájában kedvelt világos szász sörfajtát (Gose), mely a vásárváros egyik legkedveltebb sörspecialitásává vált.
- A kesselsdorfi csata előtt állítólag megesküdött, hogy Szászországot olyan bűzzel tölti meg, melyet még évekig érezni lehet. Majd egy imával fordult Istenhez, melyben a semlegességét kérte: „Istenem, légy ma kegyes hozzám! Vagy ha nem akarsz, legalább ezeket a gazembereket, az ellenséget ne segítsd, hanem nézd, mi következik!”
- A legenda szerint egyik este a dessaui Spittelstraßén lovagolt Lipót és mikor az edényárusok előtt lovagolt el, megkérdezte az asszonyokat, hogy megy az üzlet. Azok panaszkodni kezdtek, mire ő a lovát az edények közé irányította összetörve azokat. Minél inkább kiáltoztak a kofák, annál hevesebb lett az uruk, míg végül az összes edényt tönkretette. Ekkor Lipót a kofákat magával hívta a kastélyába és az utolsó garasig megfizette az általa okozott kárt, így aztán mégis jó piacuk volt. Ez az anekdota a Rigócsőr királyról szóló meséből eredeztethető. Ezt a vándormondát a Grimm testvérek is feljegyezték.

## Utódai
- Anna Luise Föhsével(1677–1745) kötött házasságából született:
- Wilhelm Gustav (1699–1737), Anhalt grófjainak őse, porosz altábornagy
- Leopold Maximilian (1700–1751), porosz tábornagy, 1747-ben apját követte a fejedelemség élén II. Lipót néven
- Dietrich (1702–1769), porosz vezértábornagy
- Friedrich Heinrich Eugen (1705–1781), porosz vezérőrnagy, szász tábornagy
- Henriette Marie Luise (1707–1707), csak öt napot élt
- Luise (1709–1732), Anhalt-Bernburg fejedelmének, Victor Friedrichnek lett a felesége
- Moritz (1712–1760), porosz vezértábornagy
- Anna Wilhelmine (1715–1780), nem házasodott meg és gyermektelen maradt, Mosigkau kastélyának és parkjának építtetője
- Leopoldine Marie (1716–1782) – Heinrich Friedrich von Brandenburg-Schwedt őrgróf felesége
- Henriette Amalie (1720–1793), csaknem 40 évig élt a Frankfurt melletti Bockenheimben, Dessauban hunyt el

Házasságon kívüli kapcsolatából Sophie Eleonore Söldnerrel (1710-79) két fia született. Egyikük Georg Heinrich von Berenhorst (1733-1814), akin keresztül Lipót az első világháború ismert vadászpilótájának, Manfred von Richthofennek közvetlen őse.

## Fordítás
- Ez a szócikk részben vagy egészben  a   Leopold I. (Anhalt-Dessau) című német Wikipédia-szócikk ezen változatának fordításán alapul.  Az eredeti cikk szerkesztőit annak laptörténete sorolja fel. Ez a jelzés csupán a megfogalmazás eredetét és a szerzői jogokat jelzi, nem szolgál a cikkben szereplő információk forrásmegjelöléseként.